# The Action
The Action foi uma banda britânica mod ativa entre os anos de 1963 e 1969 e era formada por Reg King (vocais), Mike Evans (baixo), Roger Powell (bateria), Alan King e Peter Watson (guitarras) e era produzida por George Martin, famoso por ter trabalhado contemporaneamente com os Beatles.
Contratados da Parlophone, a banda era influenciada pela música soul americana e no seu repertório encontravam-se versões de músicas originalmente gravadas por artistas das gravadoras Motown e Stax, como Wilson Pickett, The Temptations e Martha Reeves & The Vandellas. Apesar de receberem boas críticas na época, a banda nunca foi um sucesso de vendas, tendo seu público limitado aos mods.
Em 1967, Reg King saiu da banda e o The Action mudou de nome para Mighty Baby, agora com Alan King nos vocais, e um estilo mais voltado para o rock progressivo, psicodélico e folk. Enquanto isso, Reg King teve um breve carreira solo, lançando apenas um disco homônimo em 1971 com participação de antigos parceiros do The Action, além de músicos famosos como Mick Taylor (Rolling Stones) e Steve Winwood (The Spencer Davis Group, Traffic e Blind Faith). O Mighty Baby acabaria em 1971. Alan King formaria a seguir o grupo Ace, ativa até 1977.
Entre o material disponível do The Action encontram-se compilações dos singles lançados até 1967 (Action Packed e The Ultimate Action), bem como a reunião de material ao vivo intitulada Uptight and Outasight e o disco Rolled Gold, que apresenta remasterizações de músicas do grupo gravadas entre 1967 e 1969 previamente não realizadas. Este último apresenta apenas músicas autorais, onde a banda funde o soul com a psicodelia do final da década.